# Doddamagaravalli, Chikmagalur
Doddamagaravalli là một làng thuộc tehsil Chikmagalur, huyện Chikmagalur, bang Karnataka, Ấn Độ.